# Polzow
Polzow es un municipio situado en el distrito de Pomerania Occidental-Greifswald, en el estado federado de Mecklemburgo-Pomerania Occidental (Alemania), a una altitud de 30 metros. Su población a finales de 2016 era de 200 habs. y su densidad poblacional, 30 hab/km².
Se encuentra muy cerca de la frontera con el estado de Brandeburgo.